# 大黒将志
大黒 将志（おおぐろ まさし、1980年5月4日 - ）は、大阪府豊中市出身の元プロサッカー選手。ポジションはフォワード（FW）。元日本代表。

## 経歴

### ユース時代
5歳の時に 兄の影響でサッカーを始める。小学1年次より豊中SSに所属し、3年次からは元日本代表FWの釜本邦茂が代表を務めていた釜本FC（ガンバ大阪ジュニアの前身）でもプレー。4年次からは、釜本FCより移管されたG大阪ジュニアでのプレーに専念。
中学校入学と同時にG大阪ジュニアユースに昇格。当時はセレクションが無く、100人以上の選手を抱える大所帯だったが、Aチーム（1軍）入りを続け、中学卒業後はG大阪ユースに昇格。ユースチーム所属時にはFWとMFでプレー。高校3年次にFWとして定着し、ユース同期である二川孝広とともにクラブユース選手権を制した。その後に開催された高円宮杯全日本U-18選手権では決勝戦で藤枝東高校に敗れ、準優勝となった。

### ガンバ大阪時代
1999年、ガンバ大阪トップチームに昇格。同年3月、市原戦でJリーグ初出場。2000年3月のV川崎戦でJリーグ初得点。FWの選手層が厚かったことからMF（ウイングバックなど）で起用されることもあった。

### コンサドーレ札幌時代
2001年、試合出場経験を積むために自ら志願してコンサドーレ札幌に期限付き移籍。ポジションを奪うことは出来なかったものの、監督・岡田武史の下で練習に取り組む姿勢を改め、手応えを掴む1年となった。

### ガンバ大阪復帰
2002年、G大阪に復帰した。復帰当初は中盤の攻撃的なポジションで起用されていたが、本来のポジションであるFWで勝負をさせてほしいと監督の西野朗に直訴。2004年にFWとしての才能が開花し、Jリーグ得点ランク2位、日本人選手最多となる20得点を挙げ、同年のJリーグベストイレブンに選出された。
2005年はアラウージョ、フェルナンジーニョと組んでG大阪の攻撃の核としてフル回転。リーグ6位の16得点を上げ、G大阪のJリーグ初優勝に貢献した。

### グルノーブル時代
2006年1月には当時日本企業のインデックス社がオーナーであったフランスのクラブチーム「グルノーブル・フット38」（フランスリーグ2部所属）へ完全移籍。思うように味方からのパスが出ないもどかしさを抱えながら 5試合のフル出場を含め19試合6得点（2005-06に17試合5得点、2006-07に2試合1得点）。

### トリノ時代
2006年8月、ヨーロッパの移籍期限間近である8月31日にセリエAのトリノFCへの移籍が決定。大黒自身の以前からの夢であったセリエAへの移籍が実現したが、練習試合で得点を重ねてアピールするも、公式戦ではFWでのプレー機会に恵まれなかったこともあって 無得点に終わり、イタリアでの挑戦は消化不良に終わった。

### Jリーグ復帰後
2008年6月30日、東京ヴェルディに完全移籍で加入することが発表され日本復帰。退団したエースFWフッキの穴埋めを期待されたが、チームにフィットするのに時間を要したこともあり、チームは低迷し、J2に降格。翌2009年も東京Vに残留し、J2を舞台に21得点を挙げたが「（攻撃は）1人じゃ厳しい」と孤軍奮闘は否めず、チームの親会社変更など雑音も多くJ1昇格はならなかった。2010年、東京Vの経営難により移籍を余儀なくされたが、東京Vとは2011年末までの契約を結んでおり 完全移籍では高額の移籍金が発生するため、J2・横浜FCに期限付き移籍。2度のハットトリックを達成するなど 16試合で12得点を挙げ、前年に続き活躍を見せた。
ワールドカップ開催によるJリーグ中断期間中の同年6月に、J1・FC東京に期限付き移籍（保有権は東京Vのまま）。FC東京ではチームの主力となり、同僚の羽生直剛は「エゴイスティックなタイプかと思ったが、周囲を活かしてくれるのでやりやすい」とNHKのサッカー中継のインタビューでコメントしている。8月に開催されたスルガ銀行チャンピオンシップ2010では、対戦相手のLDUキト監督のエドガルド・バウサに特に注意すべき選手として警戒されていたが、試合終了間際に同点ゴールを決め、クラブのタイトル獲得に貢献した。しかし9月半ばの監督交代以後はフル出場の機会を一度も得られず、翌年の戦力構想外となり、移籍期間満了により退団。
2011年、横浜F・マリノスに完全移籍。2005年以来となるJ1での二桁得点を達成するなど、全公式戦合計で17得点をマーク。翌2012年はリーグ開幕戦で得点をマークし好スタートを切ったがその後は得点を伸ばせず、後半戦からは出場機会も減少した。2013年、当初は横浜FMに登録されていた が、2月に札幌在籍時にも指導を受けた岡田が監督を務める中国サッカー・スーパーリーグの杭州緑城に期限付き移籍
2014年1月、横浜FMとの契約満了により杭州緑城に完全移籍。同月、京都サンガF.C.への期限付き移籍が発表された。その後シーズン途中に完全移籍に移行。同年リーグ戦42試合に出場し26得点を挙げJ2得点王となった。翌2015年、自身の動き出しに合うパサーの不在や新監督の石丸清隆による守備重視の方針には不満を露にしたが チーム最多得点となる16得点を挙げた。2016年2月にモンテディオ山形に期限付き移籍。同クラブテクニカルダイレクターの石井肇とは札幌及び横浜FM在籍時以来となる3度目の共闘となった。二転三転する戦術や 負傷の頻発に苦しめられながらも、同年のチーム最多得点を記録。移籍期間満了により同年限りで山形を退団し、京都へ復帰した。
2018年、栃木SCに期限付き移籍。契約上出場できなかった京都戦を除き、全試合に出場。8月18日、J2第29節・アビスパ福岡戦でJ2リーグ史上初となる通算100得点を達成 すると同時に、2015年以来3シーズンぶりとなるリーグ戦二桁得点も達成した。2019年からは栃木へ完全移籍した。2020年は開幕時より選手登録されないまま栃木との契約を継続していたが、6月26日に契約解除が発表された。
2021年1月10日、現役を引退して、G大阪のアカデミーコーチに就任することが発表された。
2024年12月15日、川崎フロンターレのコーチに就任することが発表された。

## 代表経歴
ガンバ大阪での活躍が認められ、2005年には得点力不足と嘆かれていたジーコ率いる日本代表に初選出。代表として2戦目となった2月9日のアジア最終予選・対北朝鮮戦で後半残り10分から途中出場し、後半ロスタイムに値千金の 決勝点を挙げた。この試合のテレビ中継の瞬間最高視聴率が57.7%（関東地区）を記録したこともあり、その知名度が瞬く間に急上昇した。以下、本人のコメント「次の日から、やたら声を掛けられるようになって。Jリーグで20ゴールしても誰も気付かなかったのに、日本代表は1点取っただけでこんなに有名になるんだ、と驚きました。僕自身は変わらなかったですけど。」その後、ワールドカップ本大会出場を決定させた北朝鮮戦や、同年開催のコンフェデレーションズカップにおいてのギリシャ戦とブラジル戦でも途中出場から貴重な得点を挙げるなど、この年の代表チーム最多となる5得点を挙げた。一方で海外組の不参加だった東アジア選手権など、先発起用された試合ではなかなか結果を出せず、この流れからジーコは、翌年のドイツW杯ではあくまでもスーパーサブ（ジョーカー）として起用した。
2006年5月、2006 FIFAワールドカップ日本代表に選出、グループリーグ3試合に全て途中出場した。しかし、出場時間は短く（オーストラリア戦1分、クロアチア戦5分、ブラジル戦24分）、無得点。

## エピソード
スポーツ選手・文化人のマネジメント会社であるサニーサイドアップに所属していた経験がある。またイタリア人の代理人ジョヴァンニ・ブランキーニと契約を結んでいたことがあり、トリノ移籍に際してはブランキーニが交渉を担当した。

### 家族・私生活
家族は両親、兄、弟（元サッカー選手の大黒聡）、妹の5人。父親は学生時代にボクシングをしていたことがあるが、大黒本人によると「優しい父」であるという。父親は熱心なガンバ大阪のファンで、大黒がコンサドーレ札幌移籍中も札幌の試合には行かずにガンバ大阪の試合観戦に行っていた。大黒聡は2人の兄同様、豊中SS/釜本FCよりガンバ大阪へ進み、その後関西学院大学へ進学、サッカー部でプレーした。卒業後、3年間の会社員生活を経てジェフユナイテッド市原・千葉クラブのセレクションを受験。2007年には徳島ヴォルティスでプレーした。
また「ラオウ」と「クリリン」という名のチワワを2匹飼育している。『北斗の拳』から名付けられたラオウは2001年の札幌在籍中に大黒のペットとなり、大黒がグルノーブルやトリノに移籍した時は共に同地に暮らした。2015年にラオウは体調を崩し、これが理由となり大黒は当時モンテディオ山形から受けていた獲得のオファーを断っている。その後ラオウが体調を回復したことや山形県内に信頼できる動物病院が見つかったことから、2016年に山形からのオファーを受諾した。

### UNO大使
UNO好きが知られるようになり、2005年には日本ウノ協会「UNO大使」に任命され、兵庫県伊丹市で開催された記念イベントに出席した。大黒はそのイベントの席上で2006 FIFAワールドカップ最終予選のアウェー北朝鮮戦の前夜にも代表でのチームメートと共にUNOを楽しんだことや、代表チームメートと仲良くなるのにUNOが役だったことを明かしている。2006年3月には、カード・パッケージをサッカー仕様のデザインにし、更に大黒自身が考案したオリジナルカードを追加した「大黒選手限定版」のUNOが発売された。

### 背番号へのこだわり
- ガンバ大阪・日本代表・トリノFCで着用した背番号「16」は、自身が大ファンだった元阪神タイガースの岡田彰布が現役時代に着用していた番号であり、日本代表でのドイツワールドカップ予選と京都サンガF.C.で着用した「31」は、同じくタイガースのスター選手である掛布雅之の背番号にあやかって選択した[48]。2つの番号には特別な思い入れを持っている。
- 背番号「9」も好んでおり[49]、グルノーブルや東京ヴェルディ、横浜FC、横浜F・マリノス、栃木SCでは「9」を着用。
  - 横浜FCでは、加入交渉の際に「9番を空けている」との誤った情報が大黒に伝わり、当初この番号に決まっていたベガルタ仙台から加入したサーレスが背番号にこだわりを見せなかったため、大黒に9番を譲ったという逸話がある[50]。
  - FC東京ではシーズン途中の加入だったため「9」（赤嶺真吾）「19」（大竹洋平）「29」（吉本一謙）が空いておらず[49]、「39」を選択。
  - モンテディオ山形では理由は「3×3=9」ということで「33」を選択[28]。
- 2011年に完全移籍した横浜FMでは、空き番号の中から「11」を選択[51]。その理由に「尊敬するカズさん（横浜FC）と同じ番号で、同じ横浜で自分も頑張ろうと思った[52]」と、三浦知良の存在を選択理由に挙げた。

### ガンバ大黒（だいこく）神社
大黒天と名前が同じ文字であることから「大黒様」「大黒神」と呼ばれる事も多く、また、G大阪のホームタウン・吹田市にあるガンバ大阪オフィシャルショップ内にはその大黒天にあやかった「ガンバ大黒（だいこく）神社」が2005年3月23日に建立された。大黒自身は2006年にG大阪を退団したが、北千里サティに大黒神社の大黒像が移籍後も残っている。

## 所属クラブ
- 1987年 - 1989年 豊中SS（豊中市立上野小学校）
- 1989年 - 1992年 釜本FC / ガンバ大阪ジュニア[注 2] (豊中市立上野小学校)
- 1993年 - 1995年 ガンバ大阪ジュニアユース（豊中市立第十一中学校）
- 1996年 - 1998年 ガンバ大阪ユース（大阪府立少路高等学校）
- 1999年 - 2005年  ガンバ大阪
  - 2001年  コンサドーレ札幌 (期限付き移籍)
- 2006年1月 - 同年8月  グルノーブル・フット38
- 2006年9月 - 2008年6月  トリノFC
- 2008年7月 - 2010年  東京ヴェルディ
  - 2010年 - 同年6月  横浜FC (期限付き移籍)
  - 2010年6月 - 同年12月  FC東京 (期限付き移籍)
- 2011年 - 2013年  横浜F・マリノス
  - 2013年2月 - 同年12月  杭州緑城足球倶楽部 (期限付き移籍)
- 2014年 - 同年6月  杭州緑城足球倶楽部
  - 2014年 - 同年6月  京都サンガF.C. (期限付き移籍)
- 2014年7月 - 2018年  京都サンガF.C.
  - 2016年  モンテディオ山形 (期限付き移籍)
  - 2018年  栃木SC (期限付き移籍)
- 2019年 - 2020年6月  栃木SC ※2020年は選手登録されず[38]

## 個人成績
| 国内大会個人成績 | 国内大会個人成績 | 国内大会個人成績 | 国内大会個人成績 | 国内大会個人成績 | 国内大会個人成績 | 国内大会個人成績 | 国内大会個人成績 | 国内大会個人成績 | 国内大会個人成績 | 国内大会個人成績 | 国内大会個人成績 |
| 年度             | クラブ           | 背番号           | リーグ           | リーグ戦         | リーグ戦         | リーグ杯         | リーグ杯         | オープン杯       | オープン杯       | 期間通算         | 期間通算         |
| 年度             | クラブ           | 背番号           | リーグ           | 出場             | 得点             | 出場             | 得点             | 出場             | 得点             | 出場             | 得点             |
| 日本             | 日本             | 日本             | 日本             | リーグ戦         | リーグ戦         | リーグ杯         | リーグ杯         | 天皇杯           | 天皇杯           | 期間通算         | 期間通算         |
| ---------------- | ---------------- | ---------------- | ---------------- | ---------------- | ---------------- | ---------------- | ---------------- | ---------------- | ---------------- | ---------------- | ---------------- |
| 1999             | G大阪            | 29               | J1               | 11               | 0                | 2                | 0                | 0                | 0                | 13               | 0                |
| 2000             | G大阪            | 29               | J1               | 7                | 1                | 2                | 0                | 1                | 0                | 10               | 1                |
| 2001             | 札幌             | 17               | J1               | 4                | 0                | 2                | 0                | 0                | 0                | 6                | 0                |
| 2002             | G大阪            | 16               | J1               | 6                | 1                | 2                | 1                | 0                | 0                | 8                | 2                |
| 2003             | G大阪            | 16               | J1               | 26               | 10               | 5                | 3                | 2                | 0                | 33               | 13               |
| 2004             | G大阪            | 16               | J1               | 30               | 20               | 7                | 4                | 2                | 6                | 39               | 30               |
| 2005             | G大阪            | 16               | J1               | 31               | 16               | 4                | 0                | 2                | 2                | 37               | 18               |
| フランス         | フランス         | フランス         | フランス         | リーグ戦         | リーグ戦         | F・リーグ杯      | F・リーグ杯      | フランス杯       | フランス杯       | 期間通算         | 期間通算         |
| 2005-06          | グルノーブル     | 9                | リーグ・ドゥ     | 17               | 5                | 0                | 0                | 0                | 0                | 17               | 5                |
| 2006-07          | グルノーブル     | 9                | リーグ・ドゥ     | 2                | 1                | 1                | 0                | 0                | 0                | 3                | 1                |
| イタリア         | イタリア         | イタリア         | イタリア         | リーグ戦         | リーグ戦         | イタリア杯       | イタリア杯       | オープン杯       | オープン杯       | 期間通算         | 期間通算         |
| 2006-07          | トリノ           | 16               | セリエA          | 7                | 0                | 0                | 0                | -                | -                | 7                | 0                |
| 2007-08          | トリノ           | 16               | セリエA          | 3                | 0                | 1                | 0                | -                | -                | 4                | 0                |
| 日本             | 日本             | 日本             | 日本             | リーグ戦         | リーグ戦         | リーグ杯         | リーグ杯         | 天皇杯           | 天皇杯           | 期間通算         | 期間通算         |
| 2008             | 東京V            | 36               | J1               | 14               | 2                | -                | -                | 0                | 0                | 14               | 2                |
| 2009             | 東京V            | 9                | J2               | 39               | 21               | -                | -                | 0                | 0                | 39               | 21               |
| 2010             | 横浜FC           | 9                | J2               | 16               | 12               | -                | -                | -                | -                | 16               | 12               |
| 2010             | FC東京           | 39               | J1               | 22               | 7                | 2                | 0                | 2                | 0                | 26               | 7                |
| 2011             | 横浜FM           | 11               | J1               | 28               | 10               | 5                | 3                | 3                | 4                | 36               | 17               |
| 2012             | 横浜FM           | 9                | J1               | 25               | 2                | 3                | 1                | 1                | 0                | 29               | 3                |
| 2013             | 横浜FM           | 9                | J1               | 0                | 0                | -                | -                | -                | -                | 0                | 0                |
| 中国             | 中国             | 中国             | 中国             | リーグ戦         | リーグ戦         | リーグ杯         | リーグ杯         | FA杯             | FA杯             | 期間通算         | 期間通算         |
| 2013             | 杭州緑城         | 11               | 中国超級         | 24               | 3                | -                | -                | 2                | 3                | 26               | 6                |
| 日本             | 日本             | 日本             | 日本             | リーグ戦         | リーグ戦         | リーグ杯         | リーグ杯         | 天皇杯           | 天皇杯           | 期間通算         | 期間通算         |
| 2014             | 京都             | 31               | J2               | 42               | 26               | -                | -                | 2                | 1                | 44               | 27               |
| 2015             | 京都             | 31               | J2               | 40               | 16               | -                | -                | 3                | 0                | 43               | 16               |
| 2016             | 山形             | 33               | J2               | 26               | 9                | -                | -                | 1                | 1                | 27               | 10               |
| 2017             | 京都             | 31               | J2               | 28               | 6                | -                | -                | 1                | 0                | 29               | 6                |
| 2018             | 栃木             | 9                | J2               | 40               | 12               | -                | -                | 0                | 0                | 40               | 12               |
| 2019             | 栃木             | 9                | J2               | 29               | 6                | -                | -                | 0                | 0                | 29               | 6                |
| 通算             | 日本             | 日本             | J1               | 204              | 69               | 34               | 12               | 13               | 12               | 251              | 93               |
| 通算             | 日本             | 日本             | J2               | 260              | 108              | -                | -                | 7                | 2                | 267              | 110              |
| 通算             | フランス         | フランス         | リーグ・ドゥ     | 19               | 6                | 1                | 0                | 0                | 0                | 20               | 6                |
| 通算             | イタリア         | イタリア         | セリエA          | 10               | 0                | 1                | 0                | -                | -                | 11               | 0                |
| 通算             | 中国             | 中国             | 中国超級         | 24               | 3                | -                | -                | 2                | 3                | 26               | 6                |
| 総通算           | 総通算           | 総通算           | 総通算           | 517              | 186              | 36               | 12               | 22               | 17               | 575              | 215              |

その他の国際公式戦
- 2010年
  - スルガ銀行チャンピオンシップ 1試合1得点

出場歴
- Jリーグ初出場 - 1999年3月27日 J1.1st第4節 vsジェフユナイテッド市原・千葉（市原臨海競技場）
- Jリーグ初得点 - 2000年3月1日 J1.1st第1節 vsヴェルディ川崎（等々力陸上競技場）

## 代表歴
- 国際Aマッチ初出場 - 2005年1月29日 キリンチャレンジカップ2005 vsカザフスタン代表（横浜国際総合競技場）
- 国際Aマッチ初得点 - 2005年2月9日 2006 FIFAワールドカップ・アジア3次予選 vs北朝鮮代表（埼玉スタジアム2002）

### 出場大会
- FIFAコンフェデレーションズカップ2005
- 東アジアサッカー選手権2005
- 2006 FIFAワールドカップ

### 試合数
- 国際Aマッチ 22試合 5得点 (2005年 - 2008年)

| 日本代表 | 国際Aマッチ | 国際Aマッチ |
| 年       | 出場        | 得点        |
| -------- | ----------- | ----------- |
| 2005     | 15          | 5           |
| 2006     | 6           | 0           |
| 2008     | 1           | 0           |
| 通算     | 22          | 5           |

### 出場
| No. | 開催日         | 開催都市             | スタジアム                                 | 対戦相手                 | 結果 | 監督     | 大会                                   |
| --- | -------------- | -------------------- | ------------------------------------------ | ------------------------ | ---- | -------- | -------------------------------------- |
| 1.  | 2005年01月29日 | 神奈川県             | 横浜国際総合競技場                         | カザフスタン             | ○4-0 | ジーコ   | キリンチャレンジカップ2005             |
| 2.  | 2005年02月09日 | 埼玉県               | 埼玉スタジアム2002                         | 北朝鮮                   | ○2-1 | ジーコ   | 2006 FIFAワールドカップ・アジア2次予選 |
| 3.  | 2005年03月25日 | テヘラン             | アザディ・スタジアム                       | イラン                   | ●1-2 | ジーコ   | 2006 FIFAワールドカップ・アジア2次予選 |
| 4.  | 2005年05月22日 | 新潟県               | 新潟スタジアム                             | ペルー                   | ●0-1 | ジーコ   | キリンカップサッカー2005               |
| 5.  | 2005年05月27日 | 東京都               | 国立霞ヶ丘競技場陸上競技場                 | アラブ首長国連邦         | ●0-1 | ジーコ   | キリンカップサッカー2005               |
| 6.  | 2005年06月08日 | バンコク             | スパチャラサイ国立競技場                   | 北朝鮮                   | ○2-0 | ジーコ   | 2006 FIFAワールドカップ・アジア2次予選 |
| 7.  | 2005年06月16日 | ハノーファー         | ADWアレーナ                                | メキシコ                 | ●1-2 | ジーコ   | FIFAコンフェデレーションズカップ2005   |
| 8.  | 2005年06月19日 | フランクフルト       | コメルツバンク・アレーナ                   | ギリシャ                 | ○1-0 | ジーコ   | FIFAコンフェデレーションズカップ2005   |
| 9.  | 2005年06月22日 | ケルン               | ラインエネルギーシュタディオン             | ブラジル                 | △2-2 | ジーコ   | FIFAコンフェデレーションズカップ2005   |
| 10. | 2005年07月31日 | 大田                 | 大田ワールドカップ競技場                   | 北朝鮮                   | ●0-1 | ジーコ   | 東アジアサッカー選手権2005             |
| 11. | 2005年08月03日 | 大田                 | 大田ワールドカップ競技場                   | 中華人民共和国           | △2-2 | ジーコ   | 東アジアサッカー選手権2005             |
| 12. | 2005年08月07日 | 大邱                 | 大邱ワールドカップ競技場                   | 韓国                     | ○1-0 | ジーコ   | 東アジアサッカー選手権2005             |
| 13. | 2005年08月17日 | 神奈川県             | 横浜国際総合競技場                         | イラン                   | ○2-1 | ジーコ   | 2006 FIFAワールドカップ・アジア2次予選 |
| 14. | 2005年09月07日 | 宮城県               | 宮城スタジアム                             | ホンジュラス             | ○5-4 | ジーコ   | キリンチャレンジカップ2005             |
| 15. | 2005年11月16日 | 東京都               | 国立霞ヶ丘競技場陸上競技場                 | アンゴラ                 | ○1-0 | ジーコ   | キリンチャレンジカップ2005             |
| 16. | 2006年02月28日 | ドルトムント         | ヴェストファーレンシュタディオン           | ボスニア・ヘルツェゴビナ | △2-2 | ジーコ   | 国際親善試合                           |
| 17. | 2006年05月30日 | レバークーゼン       | バイ・アレーナ                             | ドイツ                   | △2-2 | ジーコ   | 国際親善試合                           |
| 18. | 2006年06月04日 | デュッセルドルフ     | エスプリ・アレーナ                         | マルタ                   | ○1-0 | ジーコ   | 国際親善試合                           |
| 19. | 2006年06月12日 | カイザースラウテルン | フリッツ・ヴァルター・シュタディオン       | オーストラリア           | ●1-3 | ジーコ   | 2006 FIFAワールドカップ                |
| 20. | 2006年06月18日 | ニュルンベルク       | フランケンシュタディオン                   | クロアチア               | △0-0 | ジーコ   | 2006 FIFAワールドカップ                |
| 21. | 2006年06月22日 | ドルトムント         | FIFAワールドカップスタジアム・ドルトムント | ブラジル                 | ●1-4 | ジーコ   | 2006 FIFAワールドカップ                |
| 22. | 2008年08月20日 | 北海道               | 札幌ドーム                                 | ウルグアイ               | ●1-3 | 岡田武史 | キリンチャレンジカップ                 |

### ゴール
| #  | 開催年月日    | 開催地         | スタジアム                     | 対戦国                 | 勝敗 | 大会                                 |
| -- | ------------- | -------------- | ------------------------------ | ---------------------- | ---- | ------------------------------------ |
| 1. | 2005年2月9日  | 埼玉           | 埼玉スタジアム2002             | 朝鮮民主主義人民共和国 | ○2-1 | 2006 FIFAワールドカップ・アジア予選  |
| 2. | 2005年6月8日  | バンコク       | スパチャラサイ国立競技場       | 朝鮮民主主義人民共和国 | ○2-0 | 2006 FIFAワールドカップ・アジア予選  |
| 3. | 2005年6月19日 | フランクフルト | コメルツバンク・アレーナ       | ギリシャ               | ○1-0 | FIFAコンフェデレーションズカップ2005 |
| 4. | 2005年6月22日 | ケルン         | ラインエネルギーシュタディオン | ブラジル               | △2-2 | FIFAコンフェデレーションズカップ2005 |
| 5. | 2005年8月17日 | 横浜           | 横浜国際総合競技場             | イラン                 | ○2-1 | 2006 FIFAワールドカップ・アジア予選  |

## 指導歴
- 2021年 - 2023年  ガンバ大阪アカデミー ストライカーコーチ
- 2024年  FC TIAMO枚方 ヘッドコーチ
- 2025年 -  川崎フロンターレ コーチ

## タイトル

### クラブ
ガンバ大阪ユース
- 日本クラブユース選手権(U-18)：1回 (1998年)

ガンバ大阪
- J1リーグ：1回 (2005年)

FC東京
- スルガ銀行チャンピオンシップ：1回 (2010年)

### 個人
- Jリーグ優秀選手賞：2回 (2004年、2005年)
- Jリーグベストイレブン：1回 (2004年)
- Jリーグフェアプレー個人賞：1回 (2005年)
- J2得点王：1回 (2014年)
- J2月間MVP：1回 (2014年9月)

## CM
- Panasonic「Strada」
  - 『先読むナビ篇』（2005年） - 宮本恒靖との共演
  - 『簡単ツートップ篇』（2005年） - 宮本恒靖との共演
- ダイハツ「ムーヴ カスタム(L150S系後期型・特別仕様車カスタムVS)」 - 今年を代表するCM大賞2005 受賞
  - 『ヒーローインタビュー篇』 (2005年、2006年)